# Sandra Vergara
Sandra Vergara (Colômbia, 1988) é uma atriz e modelo colombiana.

## Biografia
Ela é prima e irmã adotiva mais nova da também atriz e modelo Sofia Vergara. Seu maior destaque até agora foi no remake de Fright Night, no papel de Ginger, a namorada de Peter Vincent (interpretado por David Tennant).

## Filmografia

### Televisão
| Ano  | Título                          | Personagem       |
| ---- | ------------------------------- | ---------------- |
| 2012 | Dumb Girls                      | Marisol          |
| 2011 | Mann's World                    | Tia              |
| 2010 | Nip/Tuck                        | Aurelia Gallardo |
| 2009 | CSI: Miami                      | Beauty           |
| 2008 | Eleventh Hour: O Último Recurso | Hot Co-Ed        |
| 2007 | Baila Reggaeton                 | Pamela           |
| 2006 | Condominio S.A                  | Sandy            |
| 2005 | Los del Solar                   | Molly            |

### Cinema
| Ano  | Título            | Personagem    |
| ---- | ----------------- | ------------- |
| 2011 | God Bless America | Mercedes Paar |
| 2011 | Fright Night      | Ginger        |
| 2004 | Días de Santiago  | Sandra        |